# Parc national marin de Bonaire
Le parc national marin de Bonaire (Bonaire National Marine Park) est la plus ancienne réserve marine du monde. Il comprend les zones marines autour des îles de Bonaire et Klein Bonaire dans les Caraïbes néerlandaises, depuis la ligne des hautes eaux jusqu'à la profondeur de soixante mètres. Le parc fut créé en 1960 et couvre une superficie de corail, d'algues et de mangroves de 2.600 hectares. Le lagon de l'île de Bonaire fait également partie du parc sous-marin. 
En 1999, le parc sous-marin reçut le statut de parc national des Caraïbes néerlandaises. L'île inhabitée de Klein Bonaire intégra la superficie du parc en 2001 comme zone protégée. La côte occidentale de l'île de Bonaire compte de nombreux site de plongée de loisir qui sont aisément accessibles depuis la côte (généralement des plages). Les sites de Klein Bonaire sont eux accessibles aux plongeurs par bateau.  À quelques exceptions, toute la zone du parc est accessible à la plongée de loisir, avec 86 sites identifiés.

## Géographie

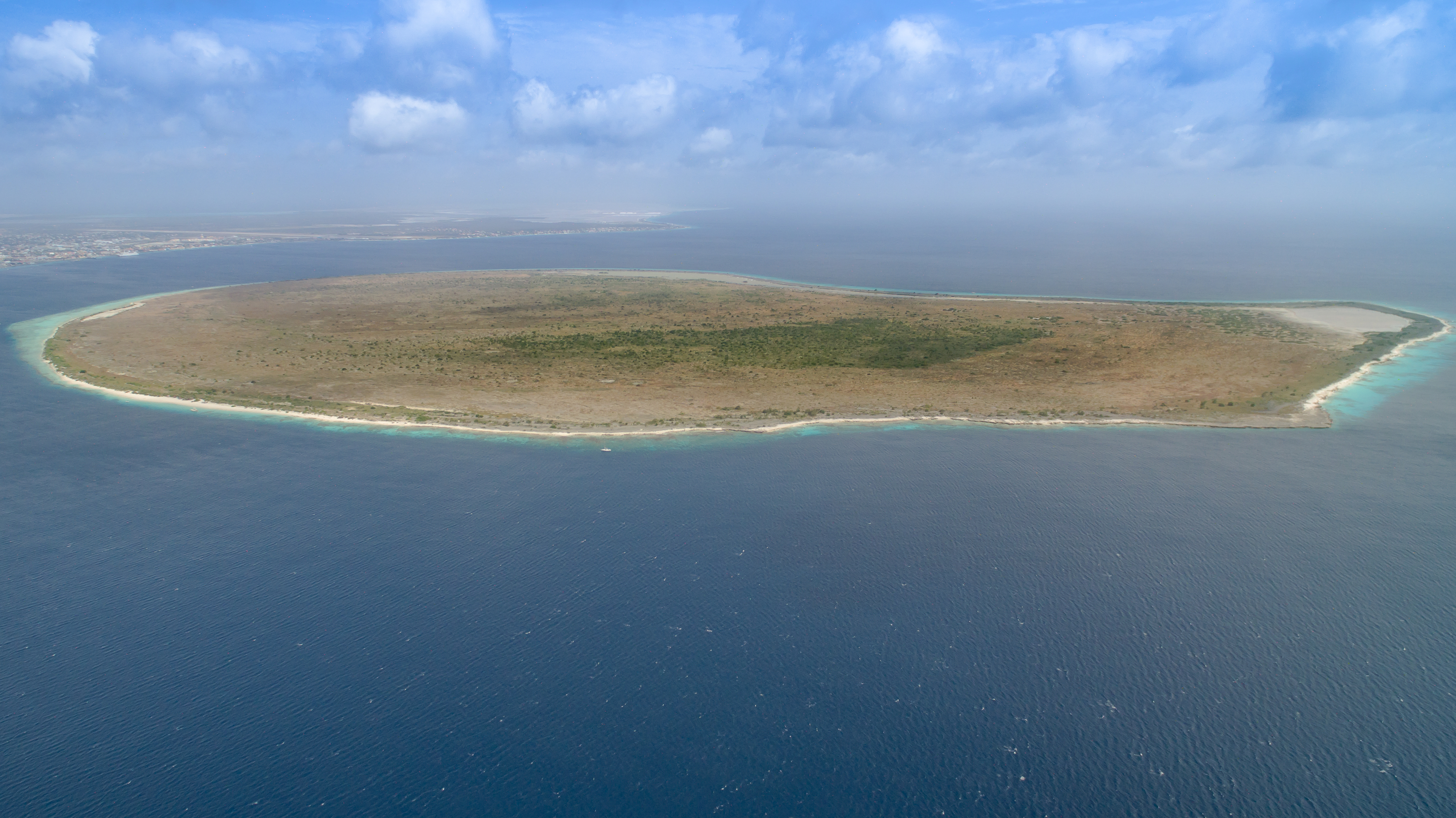
Vue aérienne de Klein Bonaire

Le parc national couvre les espaces marins s'étendant des limites la marée haute à une profondeur de 6+0 mètres. Le parc présente également quelques zones de mangrove, notamment dans le lagon. Le parc comprend également l'île de Klein Bonaire, tant pour sa partie émergée que pour sa partie marine, ainsi que diverses zones humides de Bonaire protégées par la convention de Ramsar.
De manière générale, le récif et les fonds marins de Bonaire présentent peu de macroalgues, une couverture corallienne importante et une densité de jeunes coraux supérieure à des récifs comparables figurant sur la liste du patrimoine mondial en péril de l'UNESCO tels la barrière de corail du Belize.

## Flore et faune

### Pleine eau
La flore et la faune de pleine eau sur la côte de Bonaire n'a que peu fait l'objet de recherches spécifiques. L'eau, comme habituellement dans la région, est relativement chaude et contient peu de nutriments, mais est riche en phytoplancton. De grands poissons peuvent être occasionnellement observés, tels des thons, des thazards noirs, des marlins et des espadons. Des requins-baleines ont à diverses reprises été observés.

### Fonds marins

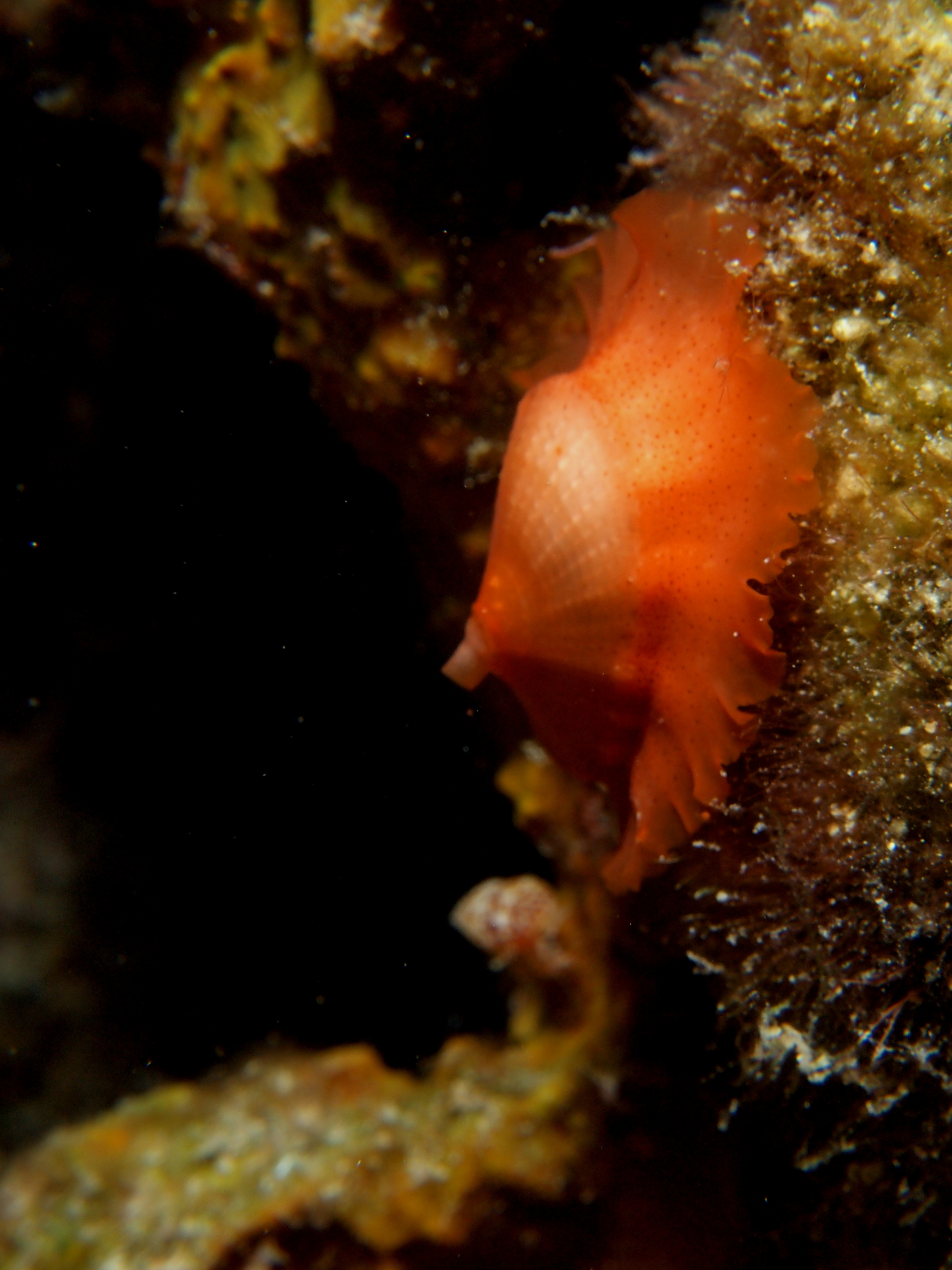
Lucapina adspersa, une fissurelle. Photographié au Bonaire National Marine Park en 2011.

Sur les fonds côtiers du parc national marin de Bonaire, l'on retrouve de larges étendues de Thalassia testudinum et Syringodium filiforme, ainsi que des algues vertes du genre halimeda.  Pour de nombreuses espèces de poissons, celles-ci sont importantes pour la ponte et héberger les alevins. De plus, elles abritent des populations d'escargots de mer, tels le Cyphoma gibbosum  (Cyphoma gibbosum).

### Récifs de corail
Bonaire est entourée de récifs frangeants. Ils comprennent quelque 60 espèces de coraux différentes, tels le corail cerveau, le corail Corne d’élan, le corail de feu et des gorgones. Le récif offre une grande vérité de milieux marins propices à cette variété. Parmi les espèces de poissons les plus fréquentes, le poisson chirurgien, le poisson perroquet, les pomacentridae et les labres. On compte également de nombreux invertébrés tels crevettes, les calamars et les seiches vivent ici. Le corail de Bonaire fut sérieusement affecté par l'ouragan Lenny en 1999. De plus, il est également menacé par les effets de la pollution sur le réchauffement des océans.

### Lac Bay
Dans le lagon de lac Bay se trouve la principale concentration de mangrove de Bonaire, avec notamment des palétuviers et des mangrove à boutons. Le lagon de 700 acres est classé site Ransar depuis les années 1980, offrant un habitat pour les tortues marines vertes et d'autres espèces menacées telles la grande conque (Strombus gigas).

## Tourisme
Déjà en 1939, le pionnier de la plongée Hans Hass visita Bonaire et rapporta dans son livre la richesse des fonds de l'île. Le parc national marin de Bonaire est connu comme un des points d'intérêt des plongeurs dans les Caraïbes et l'une des meilleures destinations pour le snorkeling. Par exemple, le Forbes magazine a classé le parc comme l'une des destinations de plongée Top-10 en 2017. 
Au Parc marin de Bonaire, Dixon et al. (1994) ont constaté que la plupart des plongeurs s'aventurent rarement au-delà de 300 m dans une direction et que l'impact physique sur les communautés récifales diminue avec la distance croissante d'une bouée d'amarrage. En analysant la couverture corallienne, ils estiment que le seuil de capacité de charge des plongeurs du parc marin de Bonaire se situe entre 4.000 et 6.000 plongées par site par an.,
 De plus, diverses activités sportives telle le kitesurf, la voile et le windsurf sont proposées dans le périmètre du parc national marin de Bonaire. 
L'une des particularités du parc national marin de Bonaire est qu'il fonctionne par ses propres ressources financières et sans subside. Ces ressources viennent des frais d'entrée acquittés par les plongeurs. Les autres utilisateurs tels les nageurs, surfeurs, kayakeurs et autres sportifs aquatiques, paient des frais réduits. Le paiement de ces frais donne également accès au Washington Slagbaai National Park. En plus d'assurer la gestion environnementale des sites sous sa responsabilité, le parc assure une information sur une pratique responsable de la plongée et la maintenance des bouées pour les bateaux touristiques des plongeurs   La gestion du parc est assurée par la Stichting Nationale Parken Bonaire (STINAPA) qui gère également le Washington Slagbaai National Park.